# Багатоетапне тестування
Багатоета́пне тестува́ння (англ. multistage testing) — це один з підходів до проведення тестів на основі алгоритмів. Воно дуже схоже на комп'ютеризоване адаптивне тестування тим, що завдання інтерактивно обираються для кожного іспитника за допомогою алгоритму, але замість вибору окремих завдань обираються групи завдань, формуючи тест поетапно. Ці групи називають тестлетами (англ. testlet) або панелями (англ. panel).
Хоча теоретично багатоетапні тести можливо проводити вручну, необхідність великої кількості обчислень (зазвичай з використанням теорії відгуку завдання) означає, що багатоетапні тести проводить комп'ютер.
Кількість етапів або тестлетів може варіюватися. Якщо тестлети відносно малі, наприклад, по п'ять завдань, у тесті можливо легко використовувати десять і більше тестлетів. Деякі багатоетапні тести розробляють із мінімумом у два етапи (один етап дорівнює звичайному тесту незмінного вигляду).
У відповідь на зростання використання багатоетапного тестування науковий журнал Applied Measurement in Education 2006 року опублікував спеціальний випуск на цю тему.